# Nag Arnoldi
Nag Arnoldi (Locarno, 18 settembre 1928 – Lugano, 11 febbraio 2017) è stato uno scultore, pittore e insegnante svizzero-italiano. Era lo scultore ticinese più conosciuto al mondo.

## Biografia
Si forma artisticamente presso gli atelier luganesi di Mario Chiattone, Antonio Chiattone, Carlo Cotti, Giuseppe Foglia e Filippo Boldini.
A partire dal 1954 inizia ad esporre i suoi quadri in alcune mostre a Lugano e nelle località limitrofe, per poi partecipare negli anni successivi ad esposizioni sempre più importanti in tutte le maggiori città svizzere. Inizia ad interessarsi alla scultura nel 1960, quando si reca spesso in Messico (dove vive il fratello) venendo in contatto con l'arte indigena maya e azteca e delle Civiltà precolombiane.
Espone sempre più spesso nel continente americano: in Messico ma anche a Porto Rico, alle Isole Vergini e negli USA. Dagli anni '70 si dedica prevalentemente alla scultura. Dal 1971 vive a Comano alternando soggiorni a Venezia e Città del Messico.
Buona parte delle sue sculture sono state fuse presso la fonderia Perseo di Mendrisio con cui ha collaborato per anni.
Il Museo Cantonale d'Arte di Lugano conserva le sue seguenti opere:
- Cavallo, 1956, pastello a cera 'graffito' su carta da blocco a quadretti
- Natura morta, 1956, pastello a cera 'graffito' su cartone
- Cavalli, 1982, serigrafia a 3 colori su carta

Alcune altre sue opere:
- Comologno, Case del villaggio, affreschi in facciata, anni '50 e '60;
- Spruga, Oratorio di Santa Croce, in facciata, crocifisso in bronzo, 1960;
- Comano, Oratorio dei santi Rocco e Sebastiano, parete di fondo del coro, affresco della Crocifissione (Cristo su sfondo Rosso), 1980; sculture bronzee di astati e cavalli, nei giardini pubblici;
- Neggio, chiesa parrocchiale di Santa Maria Annunziata, mensa d'altare in bronzo, 1982;
- Camorino, chiesa parrocchiale di San Martino, altare, ambone, fonte battesimale e Via Crucis, 1994;
- Calonico, chiesa parrocchiale di San Martino, statua bronzea di San Martino, 1997.
- Cevio, Pretura del Distretto di Vallemaggia, scultura, Palude, 1971, bronzo.